# Phytomyza carpesicola
Phytomyza carpesicola är en tvåvingeart som beskrevs av Mitsuhiro Sasakawa 1955. Phytomyza carpesicola ingår i släktet Phytomyza och familjen minerarflugor. Inga underarter finns listade i Catalogue of Life.